# Rumänische Fußballmeisterschaft 1926/27
Die Finalspiele um die Rumänische Fußballmeisterschaft 1926/27 wurden vom 3. Juli bis zum 8. August 1927 ausgetragen. Die Sieger der zehn Regionalbereiche ermittelten im K.-o.-System den Meister. Es wurde jeweils nur ein Spiel ausgetragen. Endete dieses auch nach einer Verlängerung unentschieden, fand am nächsten Tag am selben Ort ein Wiederholungsspiel statt, um eine Entscheidung herbeizuführen. Meister wurde erneut Chinezul Timișoara, das seinen sechsten und letzten Titel erringen konnte.

## Teilnehmer
| Region     | Sieger                         |
| ---------- | ------------------------------ |
| Arad       | AMEF Arad                      |
| Brașov     | Colțea Brașov                  |
| Bukarest   | Unirea Tricolor Bukarest       |
| Czernowitz | Makkabi Czernowitz             |
| Chișinău   | Mihai Viteazul Chișinău        |
| Cluj       | Universitatea Cluj             |
| Galați     | Dacia Vasile Alecsandri Galați |
| Satu Mare  | Olimpia Satu Mare              |
| Sibiu      | Hermannstädter Turnverein      |
| Timișoara  | Chinezul Timișoara             |

## Ergebnisse

### Vorrunde
|                           | Ergebnis  |                          |
| ------------------------- | --------- | ------------------------ |
| Hermannstädter Turnverein | 2:3 (0:0) | Unirea Tricolor Bukarest |
| Mihai Viteazul Chișinău   | 6:0 (3:0) | Makkabi Czernowitz       |

### Viertelfinale
|                                | Ergebnis             |                         |
| ------------------------------ | -------------------- | ----------------------- |
| Dacia Vasile Alecsandri Galați | 1:7 (0:3)            | Colțea Brașov           |
| Unirea Tricolor Bukarest       | 4:4 n. V. (3:3, 2:2) | Mihai Viteazul Chișinău |
| Universitatea Cluj             | 3:0 (1:0)            | AMEF Arad               |
| Chinezul Timișoara             | 6:1 (4:1)            | Olimpia Satu Mare       |

#### Wiederholungsspiel
|                          | Ergebnis             |                         |
| ------------------------ | -------------------- | ----------------------- |
| Unirea Tricolor Bukarest | 3:1 n. V. (1:1, 0:0) | Mihai Viteazul Chișinău |

### Halbfinale
|                    | Ergebnis  |                          |
| ------------------ | --------- | ------------------------ |
| Colțea Brașov      | 4:1 (2:0) | Unirea Tricolor Bukarest |
| Chinezul Timișoara | 5:2 (3:1) | Universitatea Cluj       |

### Finale
Das Finale fand in Arad statt.
|                    | Ergebnis             |               |
| ------------------ | -------------------- | ------------- |
| Chinezul Timișoara | 2:2 n. V. (2:2, 0:0) | Colțea Brașov |

#### Wiederholungsspiel
|                    | Ergebnis             |               |
| ------------------ | -------------------- | ------------- |
| Chinezul Timișoara | 4:3 n. V. (3:3, 2:2) | Colțea Brașov |